# Cromlech de Guadalperal
Le cromlech de Guadalperal, surnommé le « Stonehenge espagnol », est un monument mégalithique datant de 3000 à 2000 av. J.-C., situé à El Gordo, dans la comarque de Campo Arañuelo, dans l'Estrémadure, en Espagne.
Depuis 1963, Il est sous les eaux du lac de barrage de Valdecañas (es), dans le Tage, et n'est visible qu'en période de basses eaux.

## Situation
Le site se trouve immergé près de la rive nord du lac de Valdecañas, dans l'est de la communauté autonome d'Estrémadure, à 140 km au nord-est de Cáceres.

## Historique
Remontant au IIe ou IIIe millénaire av. J.-C., le site fut découvert en 1926 lors d'une campagne de fouilles par un prêtre allemand, Hugo Obermaier, qui a recueilli des artéfacts exposés depuis dans un musée de Munich.
Depuis 1963, le site, composé de 140 menhirs de granite, est immergé sous les eaux du lac du barrage de Valdecañas, ce qui a contribué à le détériorer en érodant la pierre et les gravures. Il réapparaît périodiquement lors des basses eaux, notamment en 2012 et à l'été 2019, où l'on a pu constater les dommages causés au monument. Le projet de le déplacer sur un site à sec pour en faire une attraction touristique est rejeté par le ministère de la Culture. En raison de la sécheresse de 2022, le site était de nouveau visible cette année-là.
Le monument est comparé à celui de Stonhedge en Angleterre, car les menhirs étaient dans le passé surmontés de pierres horizontales. Les spécialistes estiment qu'il était initialement un arrangement circulaire de monolithes de 5 mètres de diamètre, plus tard transformé en chambre funéraire par l'ajout de dalles coiffant les piliers.[réf. nécessaire]
La structure a été ensevelie sous un monticule de terre, entouré d'un autre cercle de pierres. Un couloir de 21 mètres de long menait à la chambre, dont l'entrée est encore aujourd'hui marquée par un menhir de 2 mètres de haut portant des inscriptions. L'une d'elles, qu' Angel Castaño assimile à une représentation du cours du Tage, représenterait plutôt un serpent pour la préhistorienne Primitiva Bueno Ramírez (es). 
En mai 2022, le conseil des ministres en Espagne a déclaré le site bien d'intérêt culturel.

## Galerie

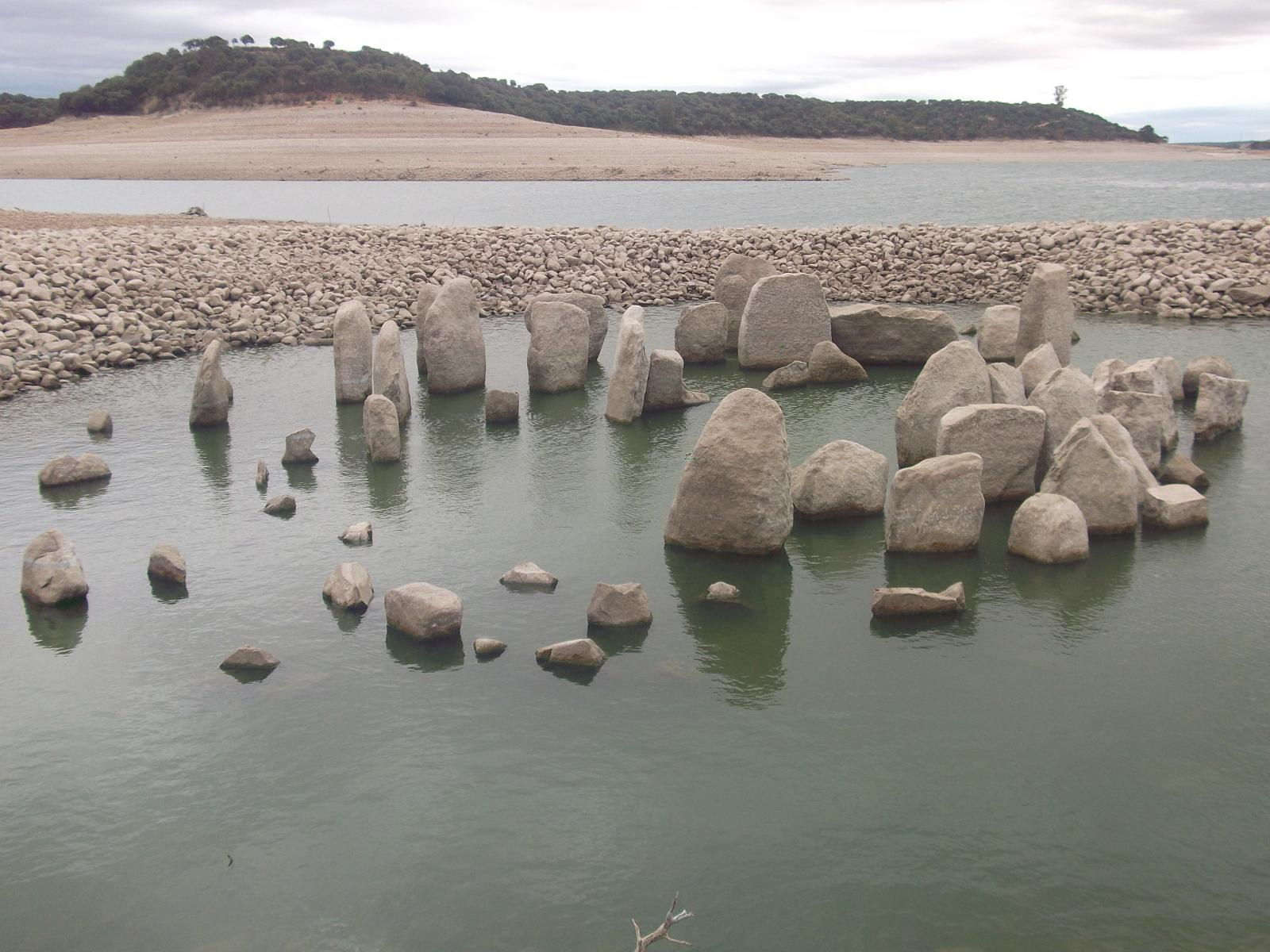
En 2012.
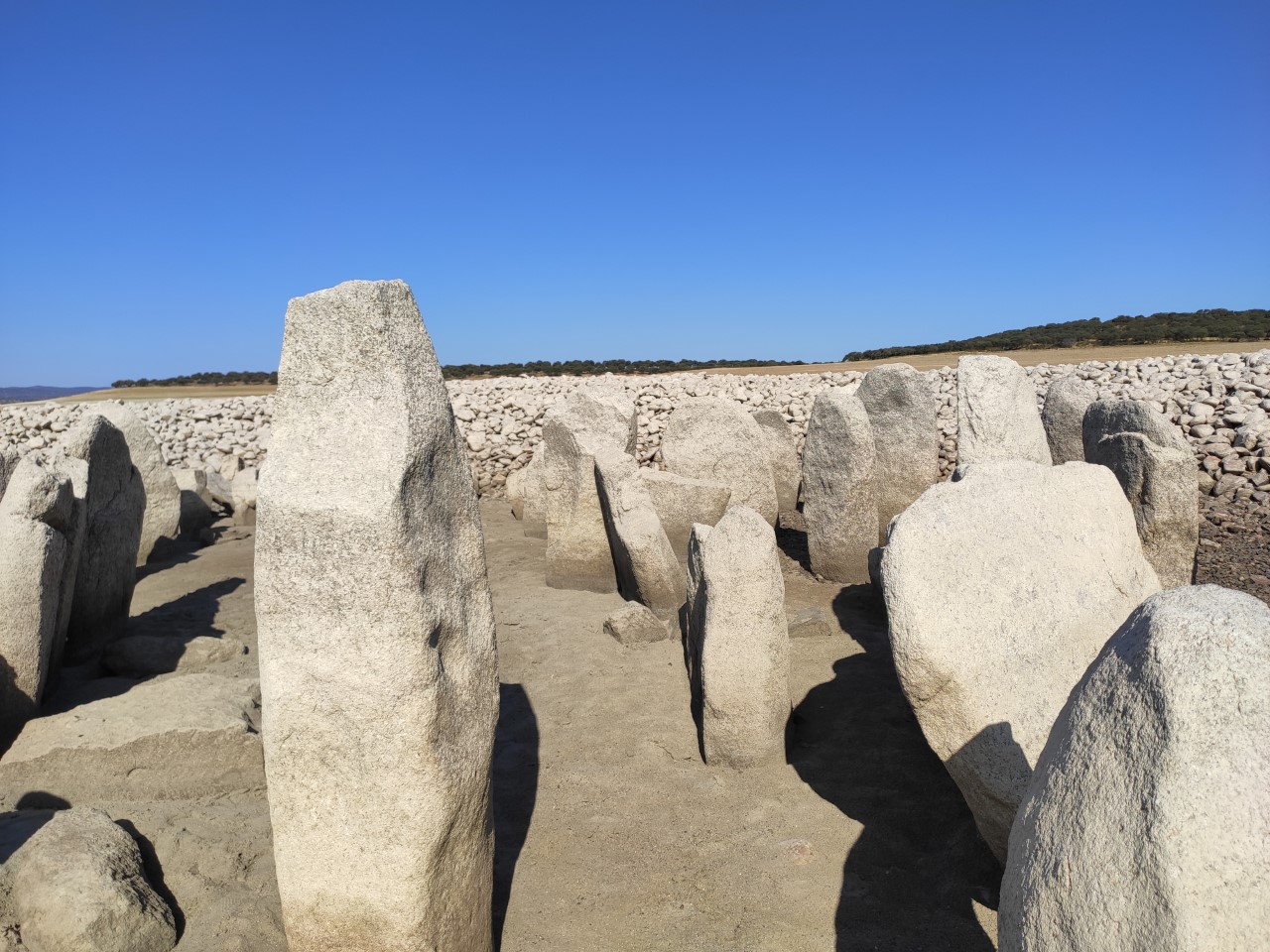
En 2019.